# Ivan Vasziljevics Udodov
Ivan Vasziljevics Udodov, oroszul: Иван Васильевич Удодов (Glubokij, 1924. május 20. – Rosztov, 1981. október 16.) olimpiai és világbajnok szovjet-orosz súlyemelő.

## Pályafutása
1941-ben 17 évesen a németek elfogták, és a buchenwaldi koncentrációs táborba deportálták. 1945-ben, mikor a tábort felszabadították, mindössze 30 kg volt, és önállóan járni sem tudott. 1945 őszén gyógyulása közben orvosi javaslatra kezdett súlyt emelni. 1949-ben már második helyen végzett harmatsúlyban a szovjet bajnokságban. 1950 és 1952 között sorozatban háromszor lett bajnok ebben a súlycsoportban. Az 1952-es helsinki olimpián aranyérmet szerzett súlycsoportjában. 1954-ben pehelysúlyban kezdett versenyezni, és két világrekordot is felállított. 1953 és 1955 között a világbajnokságokon egy arany- és két ezüstérmet szerzett. Az 1956-os szovjet bajnokságon aranyérmes lett, de sérülés miatt nem került be az olimpiai keretbe. Ezt követően visszavonult, és teherautó-sofőrként dolgozott, majd Rosztovban lett súlyemelőedző.

## Sikerei, díjai
- Olimpiai játékok – 56 kg
  - aranyérmes: 1952, Helsinki
- Világbajnokság
  - aranyérmes: 1953 (56 kg)
  - ezüstérmes (2): 1954, 1955 (60 kg)
- Szovjet bajnokság
  - harmatsúly
    - bajnok (3): 1950, 1951, 1952
    - 2.: 1949

  - pehelysúly
    - bajnok: 1956
    - 2.: 1954
    - 3.: 1955

## Fordítás
Ez a szócikk részben vagy egészben  az   Ivan Udodov című angol Wikipédia-szócikk ezen változatának fordításán alapul.  Az eredeti cikk szerkesztőit annak laptörténete sorolja fel. Ez a jelzés csupán a megfogalmazás eredetét és a szerzői jogokat jelzi, nem szolgál a cikkben szereplő információk forrásmegjelöléseként.